# Осоркон I
Осоркон I (Sekhemkheperre Osorkon) е вторият фараон от либийската Двадесет и втора династия на Древен Египет. Управлява ок. 922 – 889 г. пр.н.е. или 924 – 890 г. пр.н.е.

## Управление
Син на Шешонк I, отначало Осоркон I се опитвал да продължи агресивната външна политика от последните години на своя предшественик и води кампании в Нубия, но неговият поход в Палестина се проваля (вероятно ок. 903 г. пр.н.е.)
Според надпис върху колона от храма в Бубастис, през първите четири години от управлението си Осоркон I дарил 383 тона злато и сребро на египетските храмове. Някои изследователи смятат, че огромните богатства дарени от Осоркон I са били заграбени от Шешонк I във войната срещу юдейския цар Робоам.
Осоркон I продължава политиката на баща си да назначава свои синове и дъщери за върховни жреци на Амон. Свидетелствата за строителната дейност през управлението му са относително многобройни, сред най-значимите са храмовете на Бастет и Атум в Бубастис, на Бастет и Хор в Мемфис, на Тот и Амон в Карнак и други.
Гробницата на Осоркон I не е открита. Като цяло неговото над 30-годишно царуване било спокойно и лишено от значителни събития. Наследен е от синовете си Такелот I и Шешонк II. При следващите владетели започва период на междуособици и сепаратизъм.